# Anastassia Kojenkova
Anastassia Mikolaivna Kojenkova (ucraïnès: Анастасія Миколаївна Коженкова) (Kòvel, 19 de gener de 1986) és una remera ucraïnesa.
Va guanyar una medalla d'or en els Jocs Olímpics de Londres 2012 en l'especialitat de quatre scull al costat de les seves companyes Katerina Tarassenko, Natàlia Dovhodko i Iana Demèntieva.